# Józef Ryszkiewicz (père)
Józef Ryszkiewicz (né en 1856 et mort en 1925) est un peintre polonais, père du peintre Józef Ryszkiewicz (fils) (1888-1942). 
Il étudie la peinture à l'École de dessin de Varsovie (sous la direction de Wojciech Gerson et Cypriana Lachnickiego), il poursuit ses études de 1875 à l'Académie des Beaux-Arts de Saint-Pétersbourg dans le studio Bogdan Willewaldego avec la peinture de batailles. Il a poursuivi ses études à l'Académie des beaux-arts de Munich avec Sándor Wagner.
Après son retour à Varsovie pour travailler sur le conseil d'administration de la Société pour l'encouragement des beaux-arts et dans les années 1900-1912, il fut président de la Société des Arts de Varsovie.
Il expose des peintures à la Galerie nationale d'art Zachęta de Varsovie dans les années 1897-1901 et à la Société des Amis des Beaux-Arts de Cracovie. Sa peinture Śmierć markietanki gagne la médaille de bronze à l'Exposition universelle de Paris en 1900. Il était avant tout un peintre de paysages et de batailles et de scènes historiques.